# Electronic Banking Internet Communication Standard
Стандарт електронного обміну банківських даних через Інтернет (EBICS) — це протокол передачі, розроблений Німецьким комітетом банківської індустрії для обміну платіжної інформації між банками, а також між банками та клієнтськими програмами через Інтернет. EBICS був сформований із попереднього протоколу BCS-FTAM, та був розроблений у 1995 році, щоб мати можливість використовувати мережу Інтернету та TCP/IP. Також він дозволений для використання банками в Німеччині, а також був адаптований у Франції, Швейцарії та Австрії. Адаптація в різних країнах призвела до того, що одні банки дозволяють певні операції, а інші забороняють.
EBICS використовується в Єдиній зоні платежів у євро (SEPA): стандарт можна використовувати як захищений канал зв'язку для ініціювання прямих дебетних та кредитних переказів SEPA через Інтернет. SEPA зосереджується на стандартизації клірингових протоколів у міжбанківських мережах. Інструкції щодо клірингу SEPA не замінюються в жодних національних протоколів передачі клірингу та теоретично можуть бути продовжені на десятиліття.